# (2186) Keldysh
(2186) Keldysh (1973 SQ4) – planetoida z pasa głównego asteroid okrążająca Słońce w ciągu 4,4 lat w średniej odległości 2,68 au. Odkryta 27 września 1973 roku.